# フリードリヒ・ヴィルヘルム・フォン・ヘッセン＝カッセル
フリードリヒ・ヴィルヘルム・ゲオルク・アドルフ・フォン・ヘッセン＝カッセル （Friedrich Wilhelm (II.) Georg Adolf von Hessen-Kassel (zu Rumpenheim), 1820年11月26日 - 1884年10月14日）は、ヘッセン＝カッセル＝ルンペンハイム方伯。1875年以降ヘッセン＝カッセル方伯家家長であり、母方を通じてデンマーク王位請求権を持っていた。

## 生涯
フリードリヒは、ヘッセン＝カッセル＝ルンペンハイム方伯ヴィルヘルム（ヘッセン＝カッセル方伯フリードリヒ2世の孫）と、デンマーク王女ルイーセ・シャロデ（クリスチャン8世の妹）との長男として、コペンハーゲンで生まれた。姉ルイーゼはクリスチャン9世妃となった。フリードリヒは3歳以降デンマークで育ち、長じて軍人となった。
1844年1月、ロシア皇女アレクサンドラ・ニコラエヴナ（ニコライ1世の娘）と結婚した。しかし、アレクサンドラは男児を出産後急死し、未熟児で生まれた長男ヴィルヘルムも夭折した。

## 子女
1853年、マリア・アンナ・フォン・プロイセン（プロイセン王フリードリヒ・ヴィルヘルム3世の孫）と結婚し、6子をもうけた。
- フリードリヒ・ヴィルヘルム（1854年 - 1888年） - バタヴィアからシンガポールへの航海中死去。
- エリーザベト（1861年 - 1955年） - アンハルト公世子レオポルトと結婚。
- アレクサンダー（1863年 - 1945年）
- フリードリヒ・カール（1868年 - 1940年） - ドイツ皇女マルガレーテと結婚。フィンランド王カールレを名乗った。
- マリー・ポリクセネ（1872年 - 1882年）
- ジビレ（1877年 - 1925年）